# 法兰克福汇报
《法兰克福汇报》是一份德国的全国性日报，报社总部位于美因河畔法兰克福。报纸的法人形式是有限责任公司，独立的FAZIT基金会为报纸的主要持有人，报纸本身则独立于任何政党或组织。
《法兰克福汇报》的风格偏向自由保守主義。该报拥有自己的通讯员网络来采编新闻，在编辑上则不设主编，而是由五名发行人集体决定编辑方针。
《法兰克福汇报》日发行量超过35万份，是德国发行量最大的报纸之一。同时该报也在所有的德国严肃报纸中拥有最高的国外知名度。

## 发行
《法兰克福汇报》通过订阅方式在德国全国发行，每周发行七天，周日版叫作《星期日法兰克福汇报》。
报纸的日发行量超过35万份，读者人数亦超过100万。另外报纸在国外也拥有很高的知名度和大量读者，报纸编辑声称每天要向148个国家提供该报。

## 历史
第一期《法兰克福汇报》于1949年11月1日发行，创始发行人为Hans Baumgarten、Erich Dombrowski、Karl Korn、Paul Sethe和Erich Welter。在报纸创刊的编辑人员中有相当一部分都曾经在已于1943年被禁的《法兰克福报》和美因茨的《汇报》工作过。报纸也自视为《法兰克福报》的继任者，并且自1958年12月18日起把这个名字作为副标题印在自己报头。

## 概况
按照《法兰克福汇报》自己的办报方针，报纸的任务就是激发思考。《法兰克福汇报》认为真相是至高无上的，因此明确的区分新闻和评论对报纸至关重要。在政治上报纸的取向为自由主义-保守主义，但并不怯于为其他立场的评论提供发言的论坛。
《法兰克福汇报》在国内外都拥有自己的广泛的通讯员网络（比如在布鲁塞尔、罗马、华盛顿、维也纳、苏黎世），而在一些国际性大都市（如纽约、伦敦、巴黎）甚至有多名通讯员分别负责政治、经济或文艺等不同领域的新闻报道。
《法兰克福汇报》定期刊登读者来信以发表不同的观点。报纸的报道内容还经常涉及当前热门的法律话题，因此该报也被法律界人士私下视作必读报纸。
为了专注于核心业务，《法兰克福汇报》于2005年将下属的三家图书出版社出售给兰登书屋，2006年又放弃了一家艺术类图书出版社。

## 社会影响
《法兰克福汇报》在许多社会政治讨论中不仅起到形成舆论的作用，许多讨论根本就是由该报发起的。
在1996年德语正写法改革讨论中《法兰克福汇报》也扮演了重要角色，在新正寫法使用了一年之后《法兰克福汇报》决定恢复使用旧的正寫法，这一举动对关于正寫法改革的争论产生了直接的影响。
《法兰克福汇报》对社会政治的特别影响还体现在刊登读者来信上，许多参与某个讨论的名人都通过该报发表自己的见解。
因为《法兰克福汇报》在德语社会的巨大影响力，它登载的文章也经常被其他国家的媒体引用或转载，从而使该报成为最具国际知名度的德文报纸。

## 相关出版物

### FAZ.net
《法兰克福汇报》自2001年起提供独立采编的在线新闻报道：faz.net]。

### 《星期日法兰克福汇报》
《星期日法兰克福汇报》（德语：Frankfurter Allgemeine Sonntagszeitung，缩写：FAS）是《法兰克福汇报》的周日版，最初只在莱茵-美因地区发行，自2001年9月30日起开始在德国全国发行。虽然和母报使用共同的编辑资源，《星期日法兰克福汇报》却是独立出版的，这从报纸的排版和印刷风格同母报截然不同就可以看出，而在平均读者人数上《星期日法兰克福汇报》也超过了母报。

### 《法兰克福诗选》
《法兰克福诗选》是一个德语诗歌及相关解释的汇编，由马塞尔·莱希-拉尼基创立。自1974年起，每周六出版的《法兰克福汇报》都会刊登一首诗歌并附上评论，每年还会出版一次合集。《法兰克福诗选》至今已经登出了1500多首诗歌。

### 《高校报》
（Hochschulanzeiger），是一份双月发行的杂志，主要面向高校生、应届毕业生，向它们提供行业和企业的信息、雇主信息，或者进行求职咨询。杂志可以和《法兰克福汇报》一起订阅，也可以单独订阅。在每期杂志出版两周之后也可以在许多大学直接免费领取。

### FAZ播客
自2006年5月起，结合了“FAZ音频卷宗”，《法兰克福汇报》开始定期提供免费的播客广播：faz-podcast.de。

### FAZ音频卷宗
FAZ音频卷宗将《法兰克福汇报》和《星期日法兰克福汇报》的有关某一主题的报道进行整理，并以录音书的形式发行，每月发行一期，每期长度大约两小时。每期还会节选部分内容在“FAZ播客”中免费播出。